# Cordyline murchisoniae
Cordyline murchisoniae är en sparrisväxtart som beskrevs av Ferdinand von Mueller. Cordyline murchisoniae ingår i släktet Cordyline, och familjen sparrisväxter. Inga underarter finns listade i Catalogue of Life.

## Bildgalleri

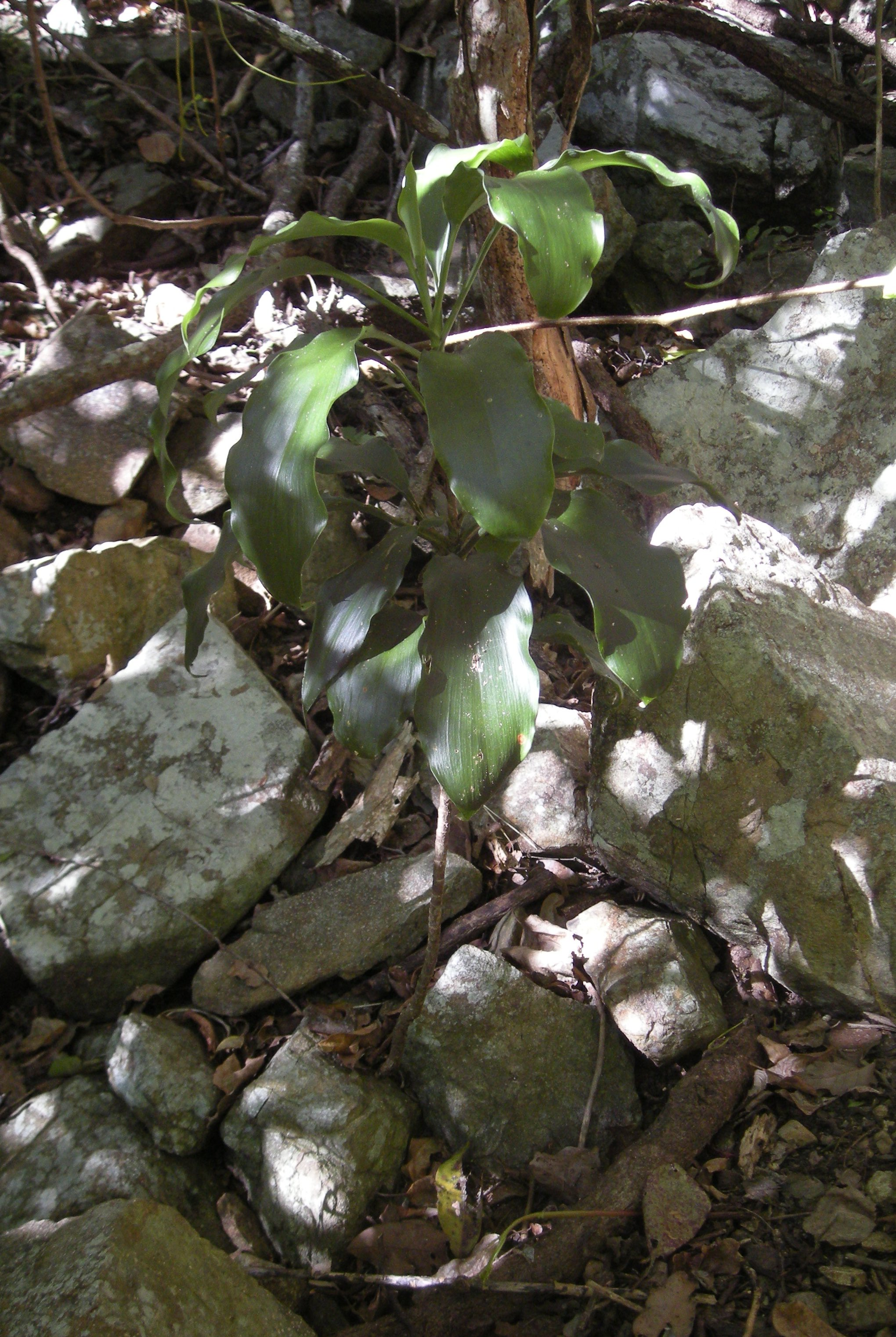
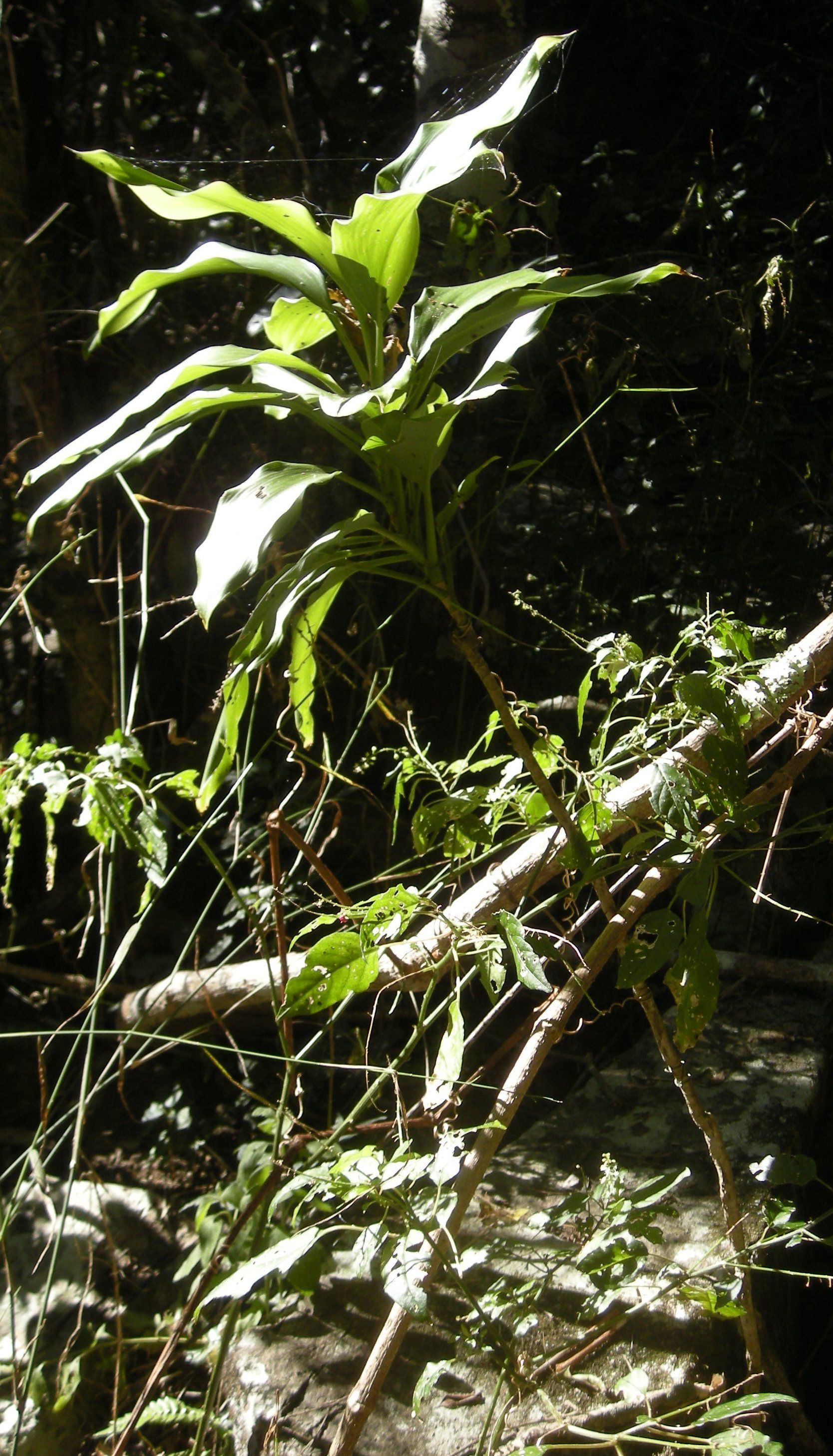